# Bataille de White Oak Swamp
Guerre de Sécession
Batailles
Campagne de la Péninsule
- Hampton Roads
- Yorktown
- Williamsburg
- Eltham's Landing
- Drewry's Bluff
- Hanover Court House
- Seven Pines
- Sept Jours
  - Oak Grove
  - Beaver Dam Creek
  - Gaines's Mill
  - Garnett's & Golding's Farm
  - Savage's Station
  - White Oak Swamp
  - Glendale
  - Malvern Hill

- Oak Grove
- Beaver Dam Creek
- Gaines's Mill
- Garnett's & Golding's Farm
- Savage's Station
- White Oak Swamp
- Glendale
- Malvern Hill

La bataille de White Oak Swamp s'est déroulée le 30 juin 1862 dans le comté de Henrico, Virginie  lors de la bataille des sept jours (campagne de la Péninsule) de la guerre de Sécession. Alors que l'armée du Potomac de l'Union retraite vers le sud est vers le fleuve James, son arrière-garde commandée par le major général William B. Franklin arrête les divisions du major général Thomas J. « Stonewall » Jackson lors de la traversée à White Oak Bridge, qui se concrétise par un duel d'artillerie, alors que la bataille principale de Glendale fait rage à 3 kilomètres (2 miles) au sud autour de Frayser's Farm. White Oak Swamp est généralement considérée comme une partie des combats de Glendale. En raison de la résistance du VI corps du brigadier général William B. Franklin, Jackson est empêché de rejoindre l'assaut coordonné sur l'armée de l'Union à Glendale qui a été ordonné par le général Robert E. Lee, débouchant sur un résultat indécis, mais qui évite la destruction de l'armée de l'Union et qui lui permet d'établir une solide position défensive à Malvern Hill.

## Contexte
La bataille des sept jours débute par l'attaque de l'Union lors de la bataille mineure de Oak Grove le 25 juin 1862, mais McClellan perd rapidement l'initiative alors que Lee lance une série d'attaques à Beaver Dam Creek le 26 juin 1862, Gaines's Mill le 27 juin 1862, les actions mineures à Garnett's and Golding's Farm les 27 et 28 juin 1862, et l'attaque sur l'arrière-garde à Savage's Station le 29 juin 1862. L'armée du Potomac de McClellan poursuite sa retraite vers Harrison's Landing sur le fleuve James.
La plupart des éléments de l'armée de McClellan ont pu traverser White Oak Swamp Creek avant midi le 30 juin 1862. Environ un tiers de l'armée a atteint le fleuve James, mais le reste est toujours en route entre White Oak Swamp et Glendale.
Lee donne l'ordre à son armée de Virginie du Nord de converger sur les forces de l'Union, embouteillées sur un réseau de routes inappropriées. Stonewall Jackson a reçu l'ordre de mettre la pression sur l'arrière-garde de l'Union à la traversée de White Oak Swamp pendant que la plus grande part de l'armée de Lee, comprenant 45 000 hommes, attaquera l'armée du Potomac à mi-chemin de sa retraite à Glendale, à environ 3,2 kilomètres (2 miles) au sud-ouest, la coupant en deux.
Stonewall Jackson a acquis une renommée pour sa brillante campagne de la vallée de Shenandoah, mais sa performance est en demi teinte jusqu'alors sous le commandement de Lee lors de la bataille des sept jours. Peut-être trop fatigué par sa campagne et son voyage depuis la vallée, il arrive en retard à Mechanicsville (Beaver Dam Creek) et inexplicablement il donne l'ordre à ses hommes de bivouaquer pour la nuit alors que l'on entend le bruit de la bataille. Il est en retard et désorienté à Gaines's Mill. Il est de nouveau en retard à Savage's Station. L'action qui se profile pour soutenir l'assaut de Lee à Glendale lui offre une nouvelle opportunité. Jackson et Lee se rencontrent en privé le matin du 30 juin 1862 à Savage's Station et les ordres exacts de Lee ne sont pas enregistrés, mais ils sont apparemment pour Jackson de marcher sur White Oak Swamp et d'engager les forces de l'Union présentes pour éviter qu'elles ne viennent renforcer le reste de l'arrière-garde à Glendale.
La dernière unité de l'Union à se diriger vers le sud au travers de White Oak Swamp, et la donc la cible de Jackson, est le VIe corps sous le commandement du brigadier général William B. Franklin, comprend les divisions des brigadiers généraux William F. « Baldy » Smith et Israel B. Richardson.

## Bataille

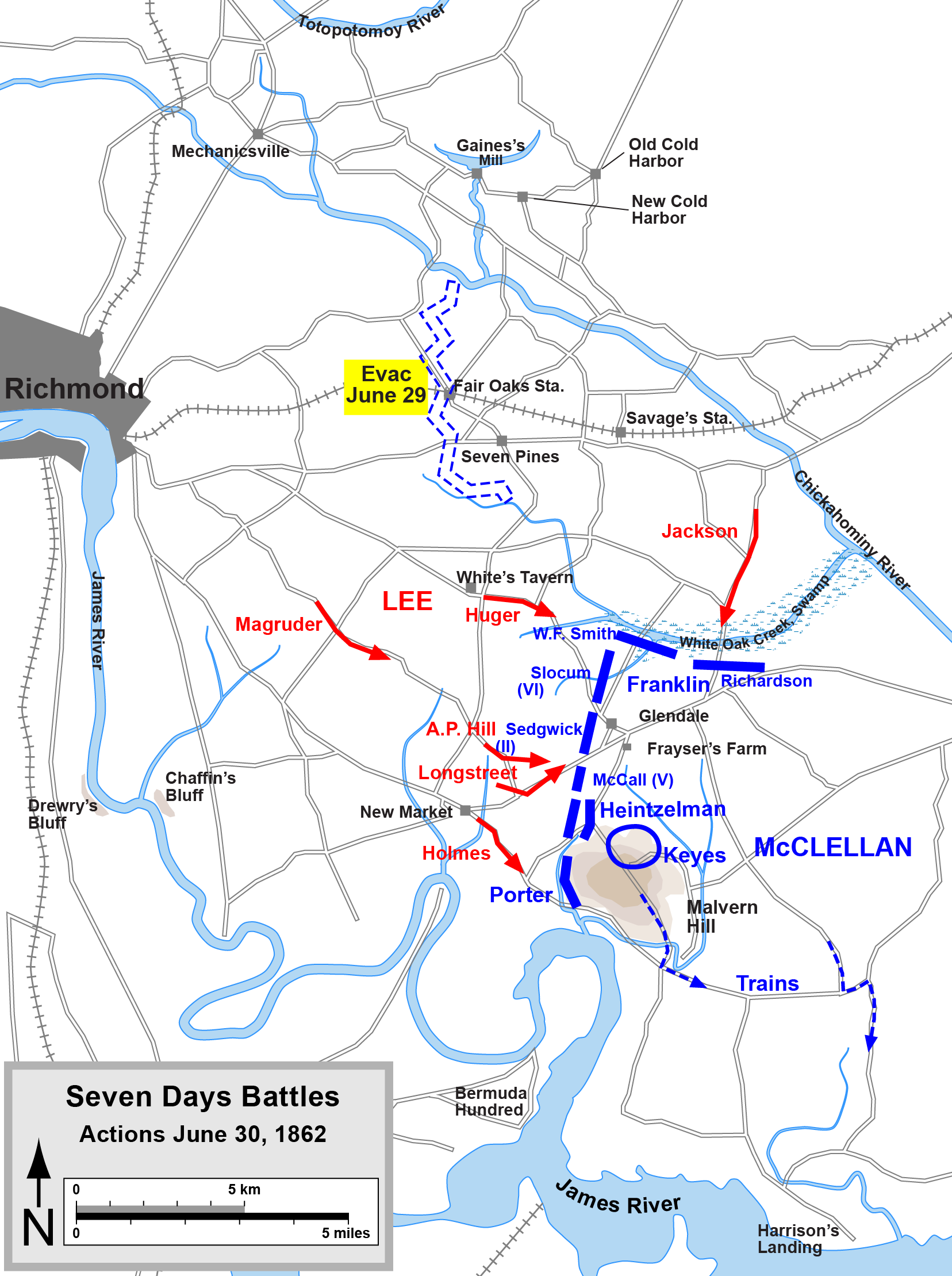
Bataille des sept jours, 30 juin 1862.

Les hommes de Jackson marchent vers le sud sur la route de White Oak avec leur commandant de l'artillerie, le colonel Stapleton Crutchfield, à la tête de la colonne. Il progresse lentement parce qu'ils sont accompagnés de milliers de prisonniers de l'Union blessés et de l'ensemble du ravitaillement qui ont pris à Savage's Station. Ils parviennent au seul pont au-dessus du marais qui a été brûlé deux heures plus tôt. Jackson arrive à midi et approuve l'emplacement de l'artillerie de Crutchfield qui peut tirer en diagonale à partir d'une crête au-dessus du marais sur les batteries de l'Union et les positions de l'infanterie qu'ils voient à 270 mètres (300 yards) plus loin. À 14 heures, le 30 juin 1862, sept batteries confédérées de 31 canons ouvrent le feu, prenant les troupes de l'Union par surprise et mettant hors de service plusieurs de leur canons.
Après avoir ordonné à ses ingénieurs de commencer à reconstruire le pont, Jackson envoie le 2nd Virginia Cavalry du colonel Thomas T. Munford traverser le marais et capturer quelques canons de l'Union abandonnés lors du bombardement. Alors que les hommes et les chevaux pataugent dans l'eau qui monte jusqu'au ventre et remplit de débris, Jackson et le major général D.H. Hill traversent la rivière pour effectuer une reconnaissance en personne. Un obus d'artillerie explose à quelques pas des deux généraux à cheval, mais sans les blesser. Jackson voit que l'artillerie et l'infanterie renforcent leurs positions, et que les tireurs d'élite fédéraux peuvent faire des ravages dans les rangs de ses ingénieurs sur le pont. Il réalise qu'il n'a pas d'autre voie pour traverser.
Munford rapporte qu'il a trouvé un gué à 400 mètres en aval qui pourrait permettre à l'infanterie de traverser. Le brigadier général Wade Hampton trouve un endroit plus proche où un pont rudimentaire pourrait être construit pour l'infanterie. Jackson lui ordonne de construire le pont, mais ne prend aucune disposition pour traverser le marais, ayant décidé que ce serait une attaque infaisable si son artillerie ne peut pas traverser. Pendant que le duel d'artillerie s’accroît avec 40 canons, et tandis que la bataille de Glendale fait rage à moins de 4,8 kilomètres (3 miles) plus loin, Jackson s'assied sous un grand chêne et s'endort pendant une heure.

## Conséquences
L'inaction de Jackson permet à quelques unités d'être détachées du corps de Franklin en fin d'après-midi pour renforcer les troupes de l'Union à Glendale. Jackson n'informa pas Lee de sa situation et Lee n'envoie personne pour trouver Jackson jusqu'à ce qu'il soit trop tard pour faire la différence. Bien de l'aile de l'armée de Jackson et le corps de Franklin comptent dix mille hommes, l'action à White Oak Swamp ne voit pas d'activité au niveau de l'infanterie et se limite essentiellement à un duel d'artillerie. Le confédérés perdent 3 artilleurs tués et 12 blessés, mais il n'y a pas de décompte exact du nombre des pertes de l'Union ; l'historien Brian K. Burton estime à moins de 100 les pertes du côté de l'Union, avec les plus grandes pertes dans le 5th New Hampshire, qui a eu 5 hommes tués et 9 blessés.

Après dîner avec son état-major cette nuit là, Jackson se rendort, avec un biscuit entre les dents. Une fois réveillé, il annonce 

« maintenant, gentlemen, allons enfin dormir, et nous lever à l'aube, et voir si demain nous pouvons faire quelque chose. »

 Deux semaines plus tard il donnera une explication pour sa conduite léthargique inhabituelle : 

« si le général Lee avait voulu de moi, il aurait pu envoyer me chercher. »

 Lee n'a jamais critiqué la performance de Jackson lors de la bataille.

Edward Porter Alexander, le célèbre commandant d'artillerie confédéré et historien d'après guerre, regrette la grande opportunité perdue à Glendale et White Oak Swamp : 

« quand on pense aux grandes chances de Lee d'étreindre cet après-midi de l'été, il suffit de pleurer... de penser que notre Stonewall Jackson les a perdues. »